# Dinári-hegység
A Dinári-hegység északnyugat–délkeleti irányban, Szlovéniától (Ljubljanától és az Isztriai-félszigettől) egészen Albániáig nyúlik. Legmagasabb pontja a Jezerca-hegy (Maja Jezerca), 2694 m. A hegység kőzete mészkő, ezért a domborzatát karsztos felszíni formák uralják. Átlagosan 1000–1500 m magasságig nyúló hegyvonulat, melynek legnyugatibb láncai a tengerpartot szegélyezik. Vonulatai két részre tagolhatók: egyfelől a parti láncokra, másfelől a Dinári-platóra. A tengerparti láncok: az Učka (1369 m), a Snežnik (1796 m), a Velebit (1700 m), a Kozjak, a Mosor, a Biokovo, az Orjen  és a Lovćen. A Dinári-plató átlagosan 700 km hosszú, 250 km széles kiterjedésű, változatos sziklavilág, melynek magassága 1250 – 1800 m.
Három részre osztjuk a Dinári-hegységet: délnyugati (vagy tengerparti), középső és északnyugati rész.
A Dinári-hegységben jelentős mennyiségű az érc, ezért érchegységnek is nevezik.

## Létrejötte

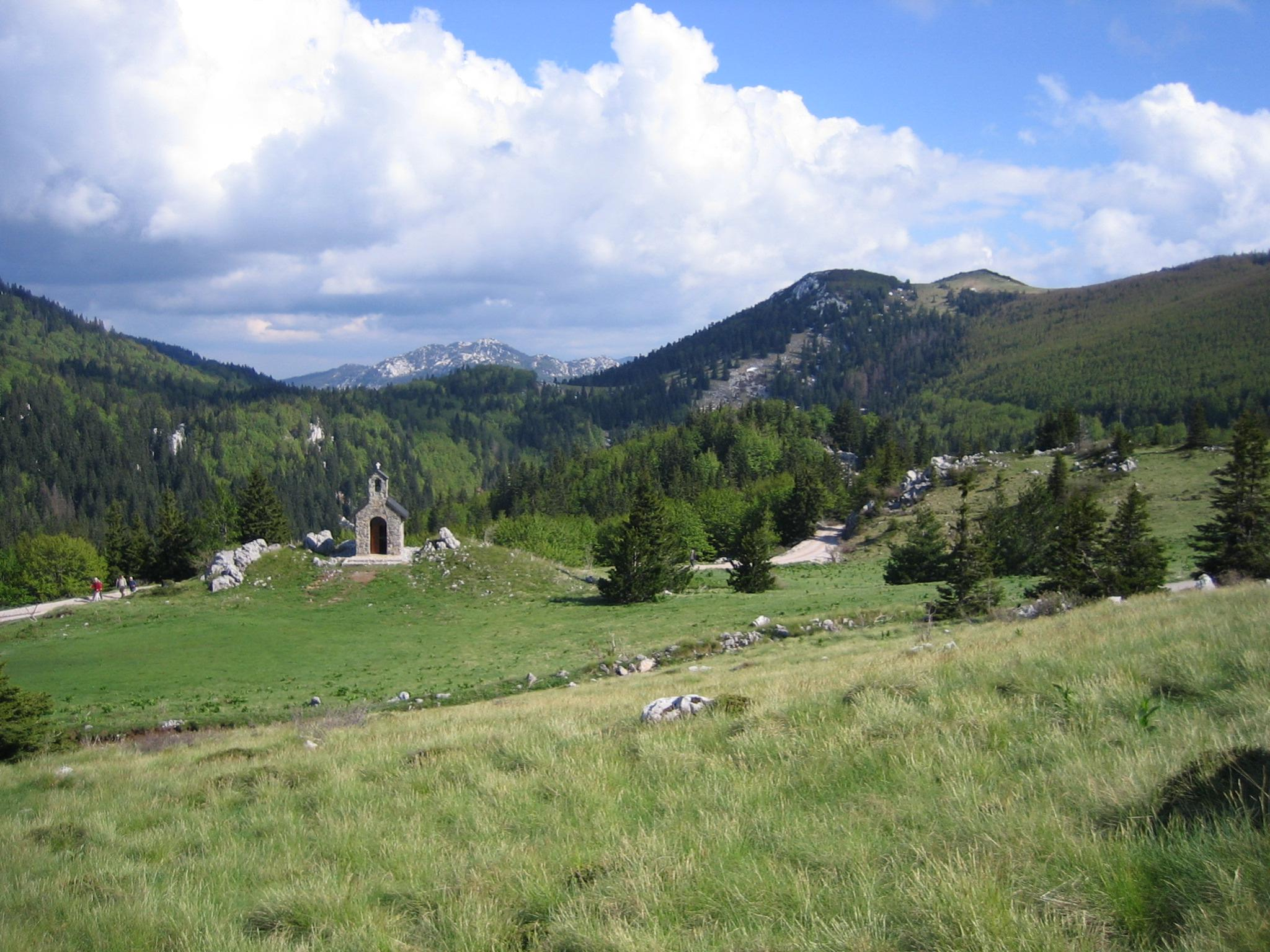
Észak-Velebit Nemzeti Park

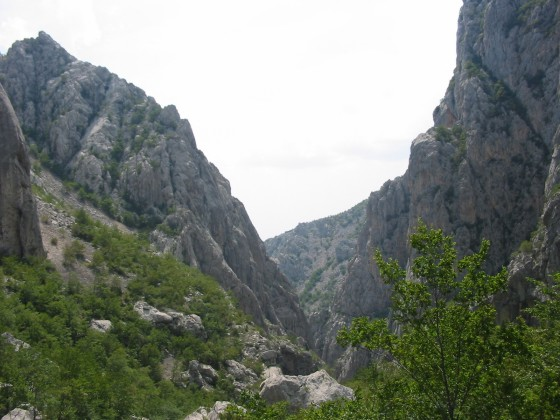
A Paklenica Nemzeti Park

A Dinaridák az alpi orogén fázis során jöttek létre, egyidőben az Alpokkal és a Kárpátokkal. A Dinári-hegység vonulatai főleg mészkőből állnak. Ez a kőzet nem áll ellent az eróziós folyamatoknak, könnyen lekopik és karsztosodik, ezért a Dinaridák ma közel sem olyan magasak, mint a vulkanitokból, metamorfitokból és dolomitból álló egyidős lánchegységek. A tercier végén és a kvarter elején újabb mozgások által kiemelkedtek a mai magasságukig. Ezek a mozgások még a mai napig sem maradtak abba.

## A dinári vár
Az ún. dinári vár egy geopolitikai és geostratégiai pont, amellyel az egykori Jugoszlávia központi részét definiálták, mint egy stratégiai védelmi magot. A dinári vár ismert a külföldi (főleg a német) irodalomban Dinarische Festung néven. Ez egy viszonylag nagy kiterjedésű, magasabb zóna, amely megközelítőleg háromszög alakú. Gorski kotar, Prokletije és Poibarje között helyezkedik el, míg az északi határa megközelítőleg a Risnjak-Povlen-Zapadna Morava vonalon húzódik.